# Hebrus Valles
Hebrus Valles je systém údolí či bývalé řečiště na povrchu Marsu v oblasti tzv. Amenthského čtyřúhelníku, který se nachází na 20,2° severní šířky a 233,4° západní délky. Údolí má délku 317 km a bylo pojmenováno podle latinského názvu řeky Marica na Balkáně, která protéká dnešním Bulharskem, Řeckem a Tureckem.

## Geologie
Údolí Hebrus má přítoky, terasy a ostrovy ve tvaru slzy. Tyto rysy jsou charakteristické pro erozi prouděním tekutiny a charakter údolí mohl být vytvořen i jediným katastrofickým výronem záplavy vody, který se následně již v takovém měřítku neopakoval. Někteří autoři považují koryta a údolí Hebrus Valles za odtokové kanály, ale jejich původ a historie zůstávají nejednoznačné, protože místo ještě není dostatečně prozkoumáno. 
Existuje zde také rozsáhlá jeskynní síť, která by mohla obsahovat vodní led.

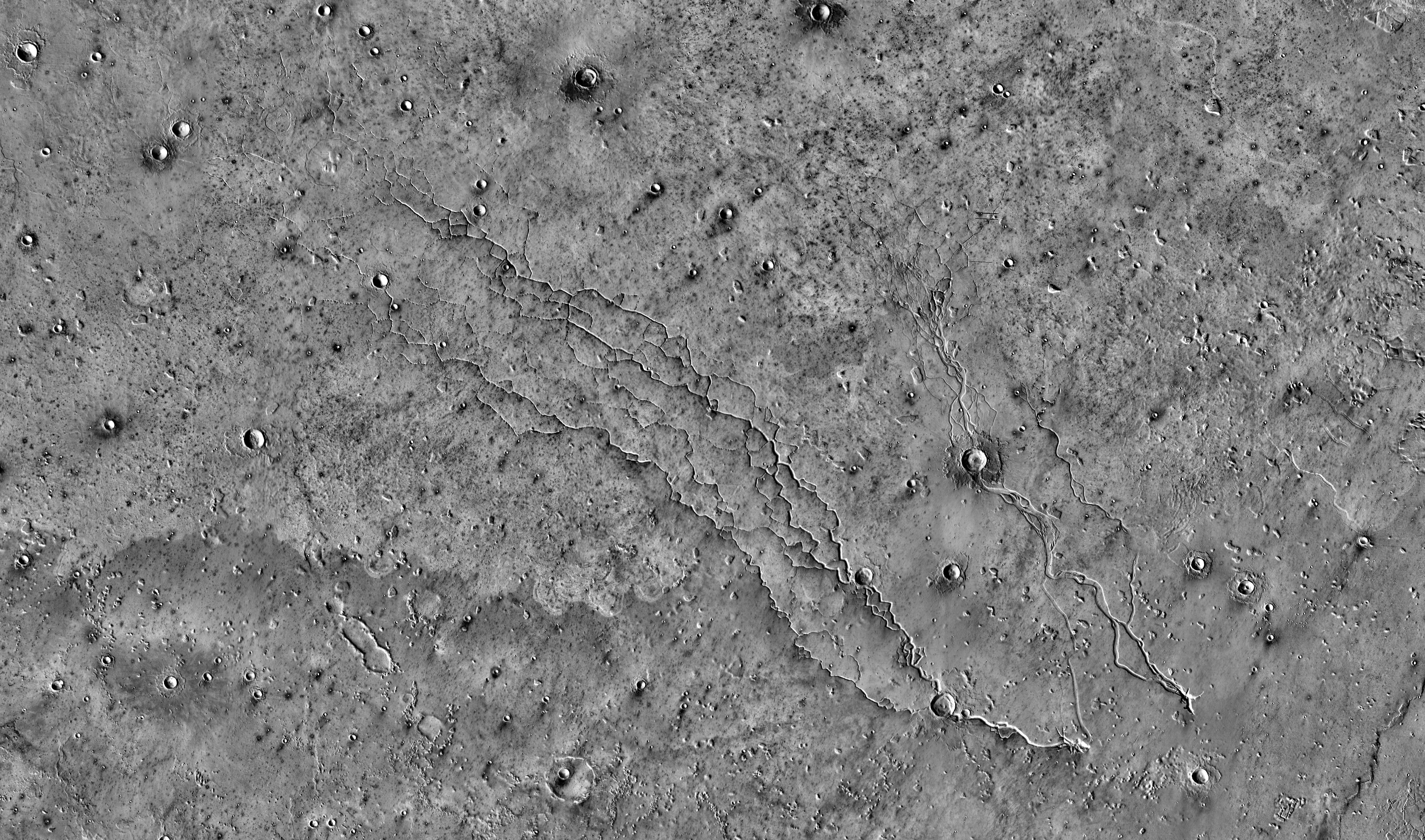
Úsek údolí Hebrus Valles na Marsu, pořízený skenerem THEMIS ze sondy Mars Odyssey
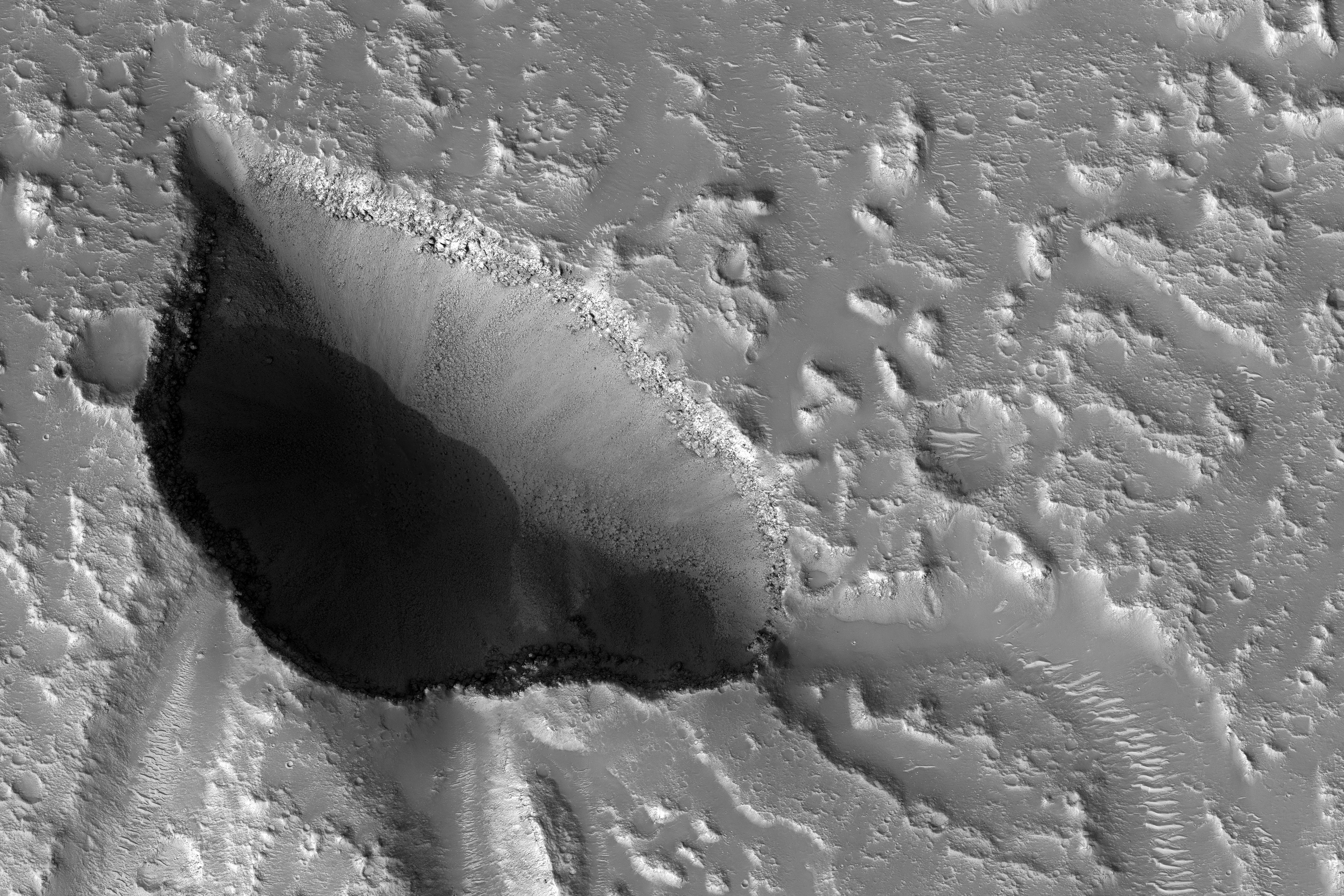
Prohlubeň v údolí Hebrus Valles